# 호마리우

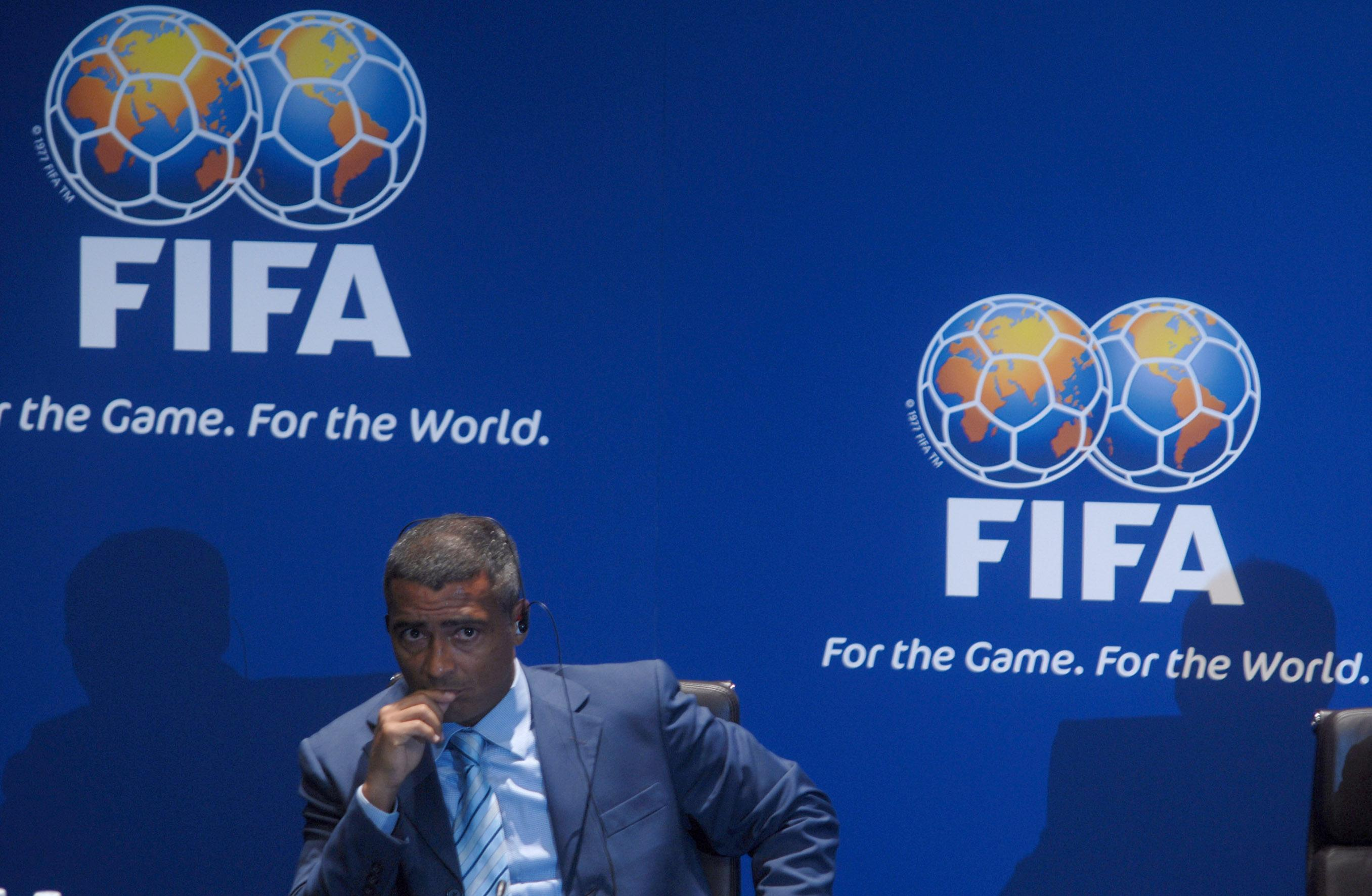

호마리우 지 소자 파리아(포르투갈어: Romário de Souza Faria, 1966년 1월 29일 ~ )는 브라질의 축구 선수 출신 정치인이다. 현재 리우 데 자네이루 주 연방 상원의원이다. 역사상 최고의 공격수 중 한 명으로, 통산 750골 이상을 득점했다.
그는 PSV 에인트호번에서 1990-91 시즌과 1991-92 시즌에 리그 우승을 팀에 안겼다. 또 개인적으로도 아인트호벤에서 총 4번의 득점왕을 차지한다. FC 바르셀로나에서는 1993-94 시즌에 리그 33경기 30골의 기록으로 득점왕을 차지하였으며, 팀에 리그 우승과 챔피언스리그 준우승을 안겨줬다. 그 후 1995년에 브라질의 플라멩구로 이적하여 성공적인 선수 생활을 보냈으며 2008년까지 플루미넨시와 바스쿠 다 가마에서 뛰기도 했다. 그리고 2008년 4월 15일에 열린 은퇴 공식 발표회에서 42세의 나이로 은퇴를 선언했다.
그러나 그의 아버지의 소원을 위해 2009년 리우데자네이루의 아메리카 FC 소속으로 아트술과의 경기에서 68분에 아메리카의 아드리아누와 교체하여 그라운드를 누볐다. 비록 그는 득점하지 못 했지만 아메리카 FC는 2-0의 승리를 거두었다.
그는 1994년 FIFA 월드컵에서의 활약으로 FIFA 올해의 선수상과 골든 볼을 수상한 경력이 있으며 국제 축구 연맹 창립 100주년 기념의 일환으로 살아있는 최고의 축구 선수 125인 목록인 FIFA 100에 선정되었다.
호마리우는 2010년 브라질 사회당 소속으로 리우데자네이루주 선거구에서 당선돼 2014년까지 브라질 하원의원으로 활동하였으며, 그 해 10월에는 상원의원에도 당선되었다.

## 클럽 골 기록
- 1985 바스쿠 32경기 9골
- 1986 바스쿠 40경기 32골 득점왕
- 1987 바스쿠 41경기 32골 득점왕
- 88/89 PSV 24경기 19골 득점왕
- 89/90 PSV 20경기 23골 득점왕
- 90/91 PSV 25경기 25골 득점왕
- 91/92 PSV 14경기 9골
- 92/93 PSV 26경기 22골 득점왕
- 93/94 바르셀로나 33경기 30골 득점왕
- 94/95 바르셀로나 13경기 4골
- 1995 플라멩구 16경기 8골
- 1996 플라멩구 30경기 23골 득점왕
- 96/97 발렌시아 5경기 3골
- 97/98 발렌시아 6경기 1골
- 1999 플라멩구 20경기 14골
- 2000 바스쿠 26경기 20골
- 2001 바스쿠 18경기 21골
- 2002 플루미넨시 26경기 17골
- 2003~04 알사드 SC 3경기 0골
- 2003 플루미넨시 21경기 13골
- 2004 플루미넨시 13경기 5골
- 2005 바스쿠 31경기 22골 득점왕 (39세 역대 최고령 나이 득점왕)
- 2006 마이에미FC 25경기 19골 득점왕 (40세에 미국리그 득점왕)

## 수상

#### CR 바스쿠 다 가마
- 캄페오나투 브라실레이루 세리 A : 2000
- 캄페오나투 카리오카 : 1987, 1988

#### PSV 에인트호번
- 에레디비시 : 1988-89, 1990-91, 1991-92
- KNVB컵 : 1988-89, 1989-90
- 네덜란드 슈퍼컵 : 1992

#### FC바르셀로나
- 라리가 : 1993-94

#### CR플라멩구
- 캄페오나투 카리오카 : 1996, 1999

#### 알 사드 SC
- 카타르 크라운 프린스컵 : 2003

#### 브라질
- 남미 청소년 축구 선수권 대회 : 1985
- 올림픽 은메달 : 1988
- 코파 아메리카 : 1989, 1997
- FIFA 월드컵 : 1994
- FIFA 컨페더레이션스컵 : 1997

### 클럽
- 캄페오나투 카리오카 득점왕 : 1986, 1987, 1996, 1997, 1998, 1999, 2000
- 캄페오나투 브라실레이루 세리 A 득점왕 : 2000, 2001, 2005
- 코파 두 브라실 득점왕 : 1998, 1999
- 에레디비시 득점왕 : 1988-89, 1989-90, 1990-91
- KNVB컵 득점왕 : 1988-89, 1990-91
- 유로피언컵 득점왕 : 1989-90, 1992-93
- 라리가 득점왕 : 1993-94

### 국가 대표
- 남미 청소년 축구 선수권 대회 득점왕 : 1985
- 하계 올림픽 남자 축구 득점왕 : 1988
- CONCACAF 골드컵 올스타팀 : 1998
- FIFA 컨페더레이션스컵 실버볼 : 1997
- FIFA 컨페더레이션스컵 골든슈 : 1997
- FIFA 월드컵 골든볼 : 1994
- FIFA 월드컵 브론즈슈 : 1994
- FIFA 월드컵 올스타팀 : 1994

### 선정
- FIFA 올해의 선수 : 1994
- FIFA 올해의 선수 2위 : 1993
- 남아메리카 올해의 선수 : 2000
- 남아메리카 올해의 팀 : 1995, 2000, 2001
- 옹즈도르 : 1994
- 옹즈 드 브롱즈 : 1993
- 네덜란드 올해의 선수 : 1989
- FIFA 클럽 월드컵 브론즈볼 : 2000
- CBF 골든부트 : 2001, 2005
- 볼라 지 오우루 : 2000
- 볼라 지 프라타 : 2000, 2001, 2005
- FIFA 월드컵 역대 베스트 : 2002
- FIFA 20세기 최고의 선수 5위 : 1999
- 골든풋 레전드 : 2007
- 레퀴프 올해의 운동 선수 : 1994
- 플라카르 골든 부트 : 1999, 2000, 2002
- 프레미우 크라케 두 브라실레이랑 - 특별상 : 2007
- 글로브 사커 어워드 공로상 : 2022
- 브라질 축구 박물관 명예의 전당[8]
- 국제 축구 명예의 전당
- FIFA 100[9] : 2004